# Amt Starsin
Das Amt Starsin oder Amt Starczin war ein preußisches Amt in Westpreußen mit Sitz in Klein-Starsin.

## Geschichte
Mit der Ersten Polnischen Teilung 1772 war Pommerellen zu Preußen gekommen. Für die Verwaltung wurde das Domänenamt Starsin im Kreis Dirschau gebildet, für die Rechtsprechung das Justizamt Starsin im Sprengel der Westpreußischen Regierung.
1802 ging die Rechtsprechung auf das neu gebildete Land- und Stadtgericht Putzig über.

## Umfang
Das Amt Starsin bestand aus neun verpachteten Vorwerken und 15 Orten mit 298 Feuerstellen. Größere Orte waren Zarnowitz, Mechau, Groß-Starczin, Prüssau und Brzinno.